# Richard Knight
Richard John Knight (ur. 26 maja 1959 w Cambridge) – brytyjski żużlowiec.

## Życiorys
Wielokrotny reprezentant Wielkiej Brytanii w indywidualnych i drużynowych mistrzostwach świata. Brązowy medalista DMŚ (Long Beach 1985). Finalista IMŚ (Bradford 1990 – X miejsce). Zdobywca I miejsca w otwartych mistrzostwach Republiki Południowej Afryki (1989).
Wielokrotny finalista indywidualnych mistrzostw Wielkiej Brytanii (najlepszy wynik: Coventry 1993 – IV miejsce). Złoty medalista drużynowych mistrzostw Wielkiej Brytanii (1984).
Startował w lidze brytyjskiej, w barwach klubów z Mildenhall (1978–1983), Wimbledonu (1979, 1982, 1983), Reading (1981, 1983), Ipswich (1984–1986), King’s Lynn (1987–1990, 1993, 1994), Exeter (1991, 1994), Berwick (1991, 1992) oraz Newport (1997).